# Lepidiota hispida
Lepidiota hispida är en skalbaggsart som beskrevs av Frey 1969. Lepidiota hispida ingår i släktet Lepidiota och familjen Melolonthidae. Inga underarter finns listade i Catalogue of Life.